# الحاج محمود باه
الحاج محمود عمر باه (1905 في دجوول ـ 4 يناير 1978) عالم وفقيه و محدث موريتاني و مؤسس مدارس الفلاح في غرب إفريقياا

## حياته
ولد الشيخ الحاج محمود باه لأسرة فلانية عريقة محافظة علي الأخلاق الإسلامية  كان لها الأثر الكبير على نجاحه و على  مسيرته العلمية والعملية بعد ذلك. أدرك الطفل محمود أنه لا يريد أن يسير سير أقرانه فألتحق مبكرا في سنة 1923 بكتاب الشيخ الفوتي الشيخ عمر جاه في قرية ويندو بوسيابي)، وأمضى معه أربعة سنوات أتم خلالها حفظ القرآن الكريم، ثمّ رجع إلى قريته دجوول عام 1927م
لكنه أراد الاستزادة من العلم فاتجه إلى محظرة أهل عبد الفتاح التركزيين في لتفتار فرب مقاطعة المجرية في موريتانيا حيث أجازه شيخها في القرآن والتجوديد

## رحلته إلى الحجاز
في 1929 م بدأت رحلة الشيخ محمود باه سيرا على الأقدام إلى الديار المقدسة مرورا بمالي و النيجر و السودان و اليمن و منها إلى بلاد الحجاز كانت رحلة شاقة أنعم الله عليه فيها برفقة حسنة من دولة السيراليون شكلوا له سندا وعضدا و ساعدوه كثيرا. واستمرت هذه الرحلة عامين متتاليين 
التحق الشيخ محمود بحلقة الشيخ علوي بن عباس المالكي الذي احتضنه وأدخله المدرسة الصولتية و مدرسة الفلاح و أسكنه بجوار الحرم.
في 1941 و بعد عشر سنوات قضاها الشيخ محمود دارسا ومدرسا في الحجاز حصل خلالها على دبلوم إجازة تدريس في الفقه والحديث. قفل راجعا إلى بلدته وأهله سيرا على الأقدام  حيث استقبل استقبالا حارا في قريته  لبدأ مشروع حياته الجديد.

## مدارس الفلاح
أستوحى الشيخ محمود باه فكرة مدارس الفلاح من التجربة الناجحة لمدارس الفلاح  في بلاد الحجاز ففي سنة 1944 م أنشأت أول مدرسة للفلاح في غرب إفريقيا في مدينة دكار عاصمة السينغال سبقتها مدرسة الفارابية في قريته دجوول.
بعدها توجه عام 1947م إلى مدينة خاي المالية، وافتتح بها مدرسة كبيرة، استفاد منها طلاب مالي والبلاد المجاورة لها، وهي بلاد السنغال وموريتانيا و غينيا، شهدت حركة افتتاح المدارس بعد ذلك توسعا كبيرا حيث افتتحت مدارس ومساجد في عموم غرب أفريقيا من الكاميرون و حتى موريتانيا بلغ عددها قبيل وفاة الشيخ محمود باه 99 مدرسة و 77 مسجد.